# La Granoia
La Granoia és una masia situada en el terme municipal de Moià, a la comarca catalana del Moianès.
Està situada a prop i al nord-est de la vila, a poc més de dos quilòmetres de distància de Moià, en el camí que mena a Ferrerons. És també molt a prop de Sant Pere de Ferrerons, parròquia rural a la qual pertany.
Es troba al peu de la muntanya, al nord-est de la vila. S'hi accedeix des de la carretera N-141 pk 29,7, per un camí arbrat a l'esquerra, sense pavimentar,d'uns 1000 m. de llargada.

## Història
Masia del s.XVIII edificada al peu de la muntanya, amb pati voltat de coberts, amb accés al sud-est. El cos original té dues plantes, de planta en forma rectangular, amb coberta de dues vessants de teula àrab. Els murs són de pedra, arrebossats amb morter de calç i pintats de color clar. El portal d'entrada a la masia és d'arc rebaixat amb dovelles de pedra, amb la inscripció de “1769”, orientat a sud-oest. Les finestres, la de sobre la porta en el mateix eix, i les dues situades més a l'esquerra del portal, tenen brancals i llinda de pedra. Les altres obertures tenen brancals i llinda de maó ceràmic. La façana sud-est, que dona al pati, té un portal de brancals i llinda recta de pedra. A sobre, en el mateix eix de la porta, hi ha una finestra amb brancals, llinda i ampit de pedra. Perpendicular a la façana lateral, hi ha afegit, dos coberts allargats, amb coberta a un vessant de teula àrab i de dues plantes, que delimiten el barri.
El cos sud-oest, avançat respecte la façana principal, es dedicava a estable a la planta baixa i a habitacions en la planta pis. En aquest cos, totes les obertures tenen brancals, llinda i ampit de maó ceràmic. El cos nord-est, en planta baixa era el corral de les ovelles i en planta pis el graner. Entre el cos original i el cos avançat hi ha una torre quadrada, alta, amb coberta a quatre aigües de teula àrab, amb les funcions de colomar i ara dipòsit d'aigua. La superfície en planta del volum principal és d'uns 225,38 m². Davant d'aquesta masoveria hi ha una torre modernista, d'estiueig dels propietaris, edificada a principis del S.XX.